# プチっとく
『プチっとく』は、関西テレビで2008年4月7日から2012年3月29日まで放送された5分間のミニ番組である。放送時間は平日（月〜木）の午前11:20〜11:25（JST）。2010年10月1日までは平日（月〜金）の午前11:25〜11:30（JST）に放送されていた。

## 概要
番組はインフォマーシャル形式で、新製品情報や映画、演劇の情報、関西テレビの注目番組情報を視聴者に知らせる。連日、番組の最後にキーワードを1文字ずつ発表し、月曜から木曜までのキーワード5文字を合わせた合言葉をメールで番組宛に送ると、抽選で豪華な商品（関西テレビ・フジテレビ系番組のノベルティグッズなど）がもらえる。なお、2010年7月から視聴者プレゼントの応募方法が、官製はがきのみでの応募に変更になり、キーワード発表は廃止された。
2010年10月4日より『買物探偵社 シナモン』の放送開始に伴い、放送時間が5分繰り上がる。

## 出演
- 未知やすえ（吉本新喜劇）
- 堀田篤（関西テレビアナウンサー） - 2011年10月6日放送分から担当
- 川島壮雄（関西テレビアナウンサー） - 番組開始から2011年10月5日放送分まで担当

## スタッフ
- 制作協力：メディアプルポ
- 製作著作：関西テレビ

| 関西テレビ 平日11:25 - 11:30枠（2008.4.7 - 2010.10.1）                 | 関西テレビ 平日11:25 - 11:30枠（2008.4.7 - 2010.10.1） | 関西テレビ 平日11:25 - 11:30枠（2008.4.7 - 2010.10.1）   |
| 前番組                                                                 | 番組名                                                 | 次番組                                                   |
| ---------------------------------------------------------------------- | ------------------------------------------------------ | -------------------------------------------------------- |
| 今晩なに食べたい?                                                      | プチっとく                                             | 買物探偵社 シナモン                                      |
| 関西テレビ 月〜木曜11:20 - 11:25枠（2010.10.4 - 2012.3.29）            |                                                        |                                                          |
| ごきげんライフスタイル よ〜いドン! ※9:55 - 11:25 【5分縮小で番組継続】 | プチっとく ※5分繰り上げ                                | 買物生活ほんでなんぼ? ※11:20 - 11:28                     |
| 関西テレビ 金曜11:20 - 11:25枠（2010.10.8 - 2011.4.1）                 |                                                        |                                                          |
| ごきげんライフスタイル よ〜いドン! ※9:55 - 11:25 【5分縮小で番組継続】 | プチっとく ※5分繰り上げ                                | 買物探偵社 シナモン ※11:20 - 11:30 【5分拡大で番組継続】 |